# Тілопо маріанський
Тілопо маріанський (Ptilinopus roseicapilla) — вид голубоподібних птахів родини голубових (Columbidae). Мешкає на Північних Маріанських Островах, раніше також були поширені на Гуамі. Є символом Північних Маріанських Островів.

## Опис
Середня довжина самця становить 23,4-24 см, самиці — 24 см, середня вага 92 г. Довжина хвоста становить 67-79 мм, довжина крил 12,3-12,6 см, довжина дзьоба 13 мм. Виду не притаманний статевий диморфізм. Голова і груди сріблясто-сірі, на лобі і тімені пурпурово-рожева пляма. Верхня частина тіла зеленувата, нижня частина тіла райдужна, пурпурово-зеленувато-фіолетова. Дзьоб темно-зелений, восковиця частково покрита пір'ям.

## Поширення і екологія
Маріанські тілопо мешкають на островах Сайпан, Тініан, Рота і Агуїгуан. Раніше траплялися також на Гуамі, однак нині вимерли. Однак маріанські тілопо регулярно трапляються на Гуамі, імовірно, прилітаючи туди з острова Рота. Маріанські тілопо живуть в тропічних і мангрових лісах. Живляться плодами, зокрема плодами фікусів, сцевол, цеструмів Premna obtusifolia, інтродукованого Momordica charantia. Шукають їжу на деревах або на землі. Гніздяться протягом всього року з піком у квітні-липні. Гніздо явліє собою пласку слатформу, зроблену з хмиху, що розміщується на висоті в середньому 2,8 м над землею. В кладці одне яйце.

## Збереження
МСОП класифікує цей вид як такий, що перебуває під загрозою зникнення. Їм загрожує передусім поява на островах інвазивої змії бурої бойги. Внаслідок її хижацтва популяція Гуаму вимерла в 1984 році. Крім Гуаму. бура бойга населила також Сайпан, Тініан і Роту. За оцінками дослідників, популяція маріанського тілопо становить від 10 до 20 птахів. Уряд проводить заходи з викорінення бурої бойги. В 1993 році розпочалася програма по відновленню популяції маріанських тілопо у неволі.

## Галерея

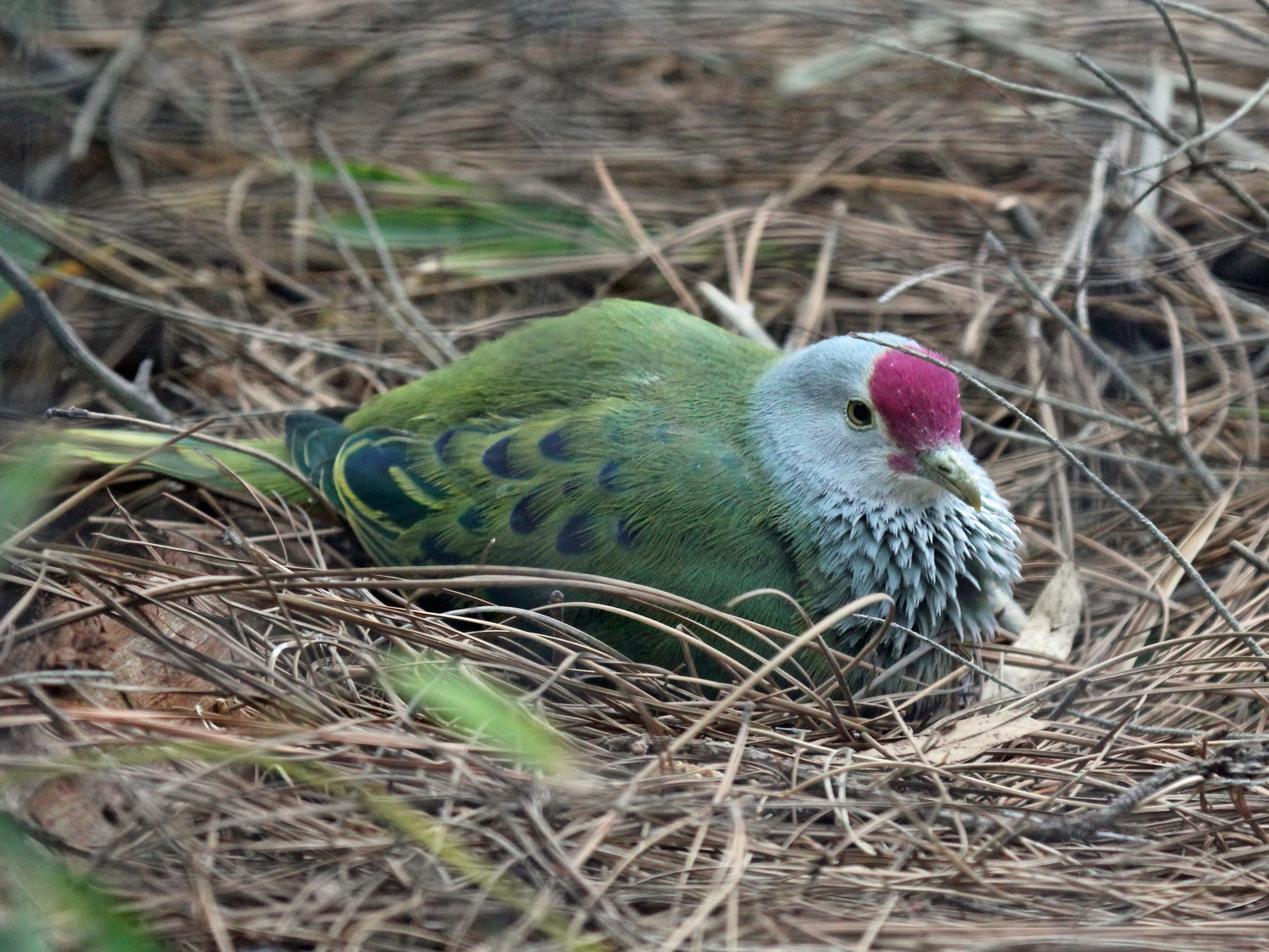
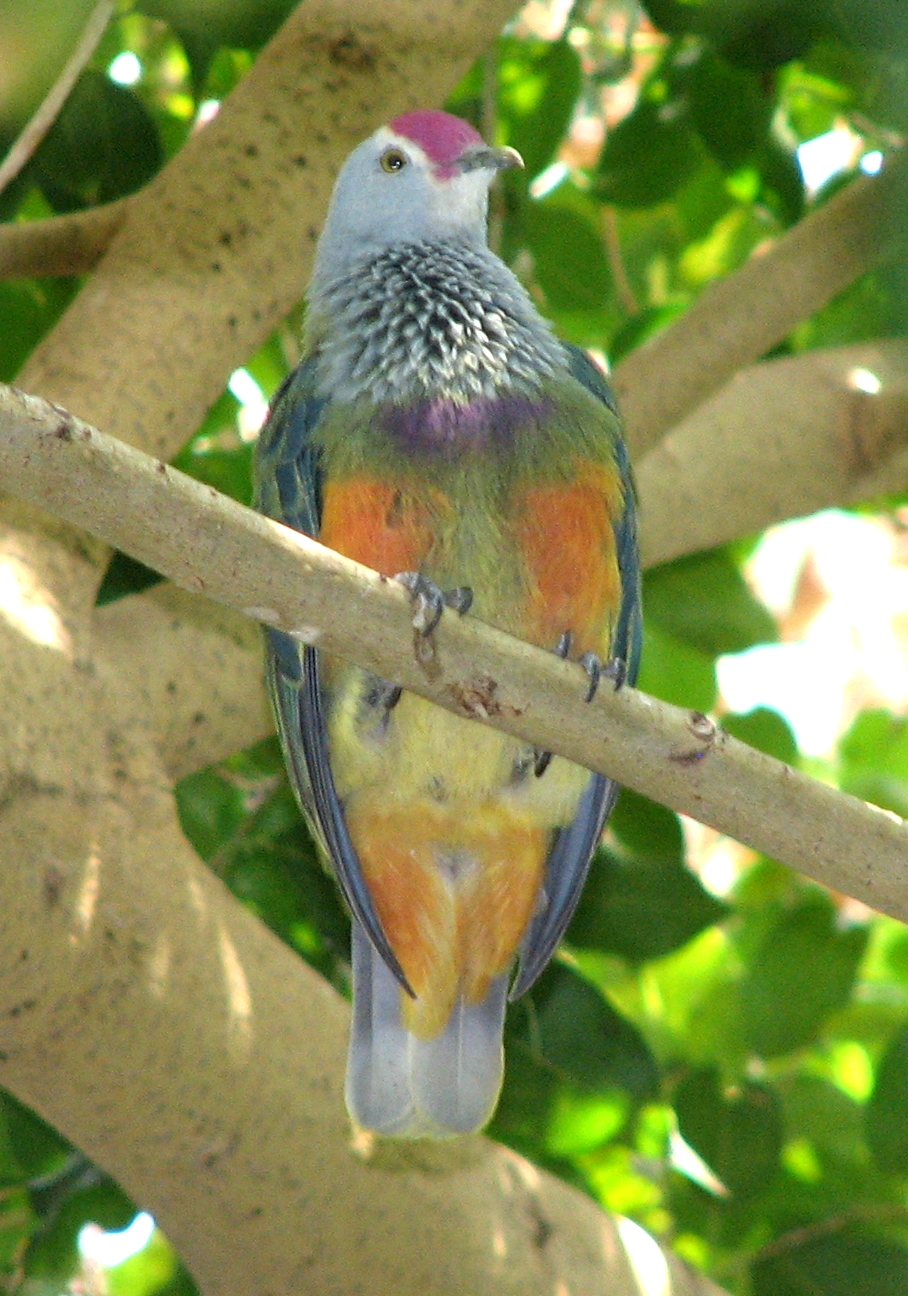
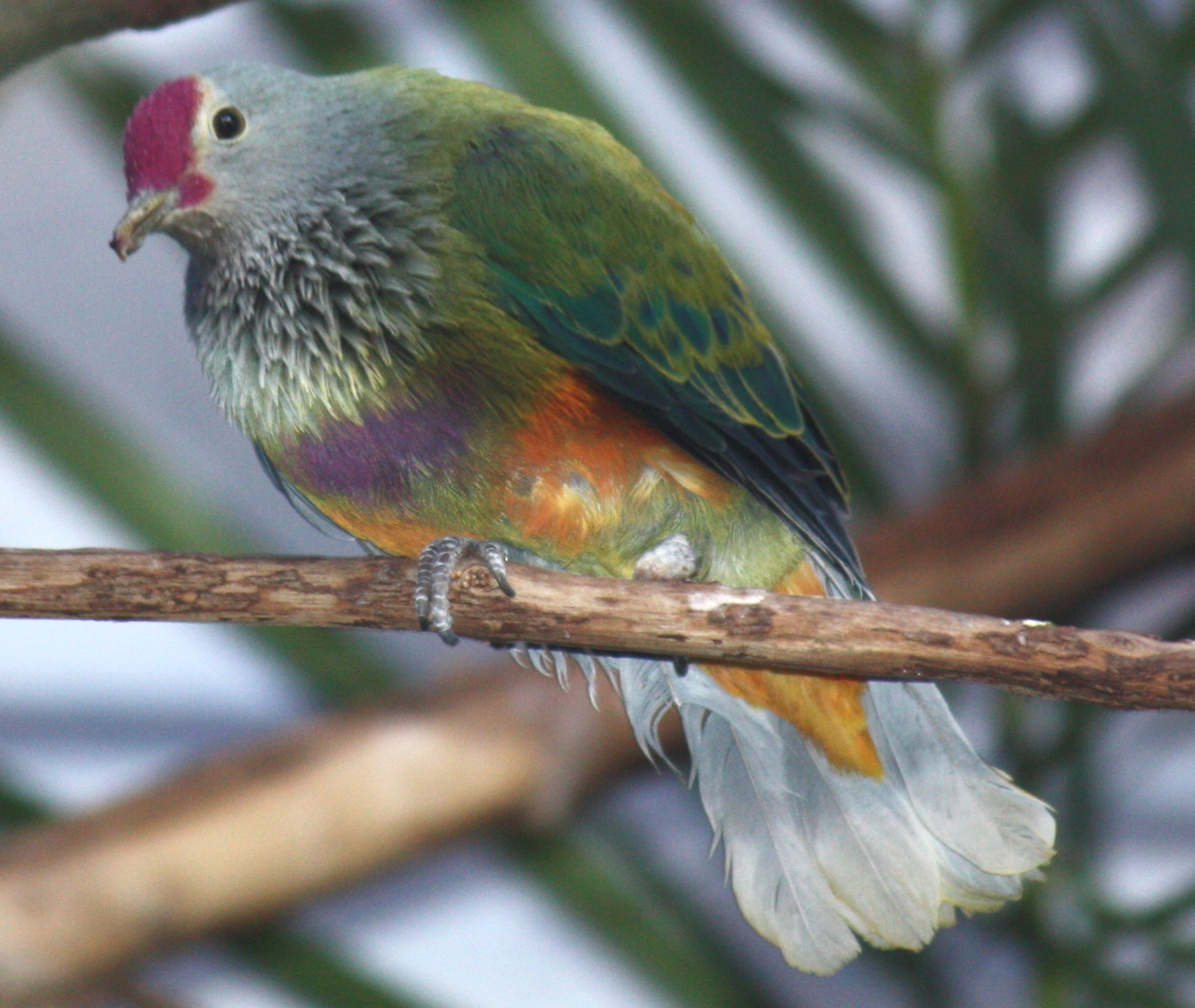